# Antonio Cubero y Sebastián
Antonio Cubero y Sebastián  (El Frasno, ?– ?) fue un comerciante, famoso por sus memoriales sobre la situación económica de Aragón en el siglo XVII.

## Biografía
Nacido en la localidad de El Frasno en la primera mitad del siglo XVII, provenía de una familia acomodada. Su tío Tomás Cubero, sacerdote de la localidad, cuidó de la formación de sus sobrinos Antonio y Pedro. Mientras que Pedro siguió la carrera religiosa, Antonio se dedicó al cultivo de las tierras familiares constando como labrador. Pese a ello se dedicó también al comercio, viajando por España, América, Brasil y Portugal. Los viajes fueron una fuerte influencia para Cubero, poniéndolo en contacto con ideas económicas como el mercantilismo.
A su vuelta a Aragón publicó cuatro memoriales aplicando lo aprendido de sus viajes para afrontar los problemas económicos de Aragón. Su obra fue una de las primeras en reclamar lo que luego sería uno de los temas de la Ilustración en Aragón: el acceso al mar para la exportación de mercancías. Para afrontarlo, Cubero proponía el desarrollo de una carretera con el puerto de Vinaroz y el establecimiento de un consulado mercantil aragonés en la localidad. En los dos siglos siguientes, se propondría soluciones similares a través del Canal Imperial de Aragón, la Real Compañía de Canalización del Ebro o la línea de ferrocarril a San Carlos de la Rápita. Cubero identificaba igualmente en sus tratados mercados en ultramar para las materias primas y textiles aragoneses, que por sus viajes había visto en demanda en Galicia, Londres, Brasil y la América española.
Cubero igualmente buscó desviar el comercio existente por el reino de Navarra hacia el puerto de San Sebastián y puertos franceses como Burdeos o San Juan de Luz, que ponían barreras a la exportación del vino aragonés y, en el caso francés, financiaba habitualmente a un enemigo bélico de la monarquía hispánica.
Cubero también se mostró preocupado, como los arbitristas aragoneses del periodo, por la salida de metales preciosos del reino por el déficit comercial, para lo que propuso medidas proteccionistas. La salida de oro y plata eran vistos como causa del empobrecimiento del reino, especialmente a medida que el sistema fiscal iba requiriendo pagos en moneda para sostener la Unión de Armas. Cubero fue defensor de restringir el comercio con Francia debilitando la libra jaquesa y de imponer aranceles con el fin de desarrollar una industria textil en el reino. Particularmente señaló la exportación de lana, materia prima para la elaboración de textiles, en vez de su tejido en el reino, para lo que proponía aranceles de exportación para la materia prima y de importación al producto terminado. La medida sin embargo encontró la oposición del importante sector ganadero del reino.
Los memoriales fueron así un programa económico dirigido a la Junta de Comercio y a las Cortes de Aragón que se estaban celebrando en 1678 y serían la base para el programa de reformas de otros arbitristas posteriores como Miguel Azores. Su obra es también considerada por los historiadores económicos una fuente clave para el estudio de la agricultura en la región en el siglo XVII así como una de las primeras descripciones de la industria aragonesa existente en el periodo.